# Girolamo Dente
Girolamo Dente, gen. Girolamo di Tiziano, (* um 1510 in Ceneda oder Venedig; † nach 1566 in Venedig) war ein italienischer Maler.
Girolamo Dente war ein Schüler und langjähriger Mitarbeiter von Tizian. Seine Werke stehen stilistisch denen seines Lehrers nahe.

## Werke (Auswahl)
- Kassel, Gemäldegalerie Alte Meister
  - Bildnis einer Frau mit Kreuz und Buch.
- Verbleib unbekannt
  - Maria mit dem Kinde, angebetet von einer sechs Personen. (am 22. September 1990 bei Franco Semenzato in Venedig versteigert)
  - Mars, Venus und Cupido in einer Landschaft. (am 16. Mai 1996 bei Franco Semenzato in Venedig versteigert)
  - Maria mit dem Kinde, angebetet von vier Personen vor einer Landschaft. (am 19. Februar 2000 bei Franco Semenzato in Venedig versteigert)